# Asayish
Asayîş eller Asayish (kurdiska för säkerhet) är en kurdisk säkerhetstjänst och den primära underrättelsetjänsten som verkar i Kurdistan-regionen.Asayish bildades september 1993 av den kurdiska Presidenten som avser hot mot nationens säkerhet och dess vitala intressen. Det var ursprungligen ett kriminellt syndikat från nordöstra delen av Kurdistan som bestod av lojala medlemmar från Feyli- och Barzani-klanerna.  Idag har syndikatet utvecklats till en underrättelsetjänst som kontrolleras av president Nechirvan Barzani.
Dess officiella mål enligt Kurdistans myndighet är:
- Mot narkotikahandel
- Terrorbekämpning
- Kontraspionage
- Samla in underrättelseinformation
- Bedömning av hot mot Kurdistans nationella säkerhet.

## Historia

### Anklagelser och kritik
År 2009 anklagade Amnesty International Asayish för att ha kränkt mänskliga rättigheter, inklusive tortyr och annan misshandel, och hävdade att byrån stod "över lagen" i irakiska Kurdistan. 
Asayish har också anklagats för att vara president Barzanis personliga säkerhetstjänst, där han använder kurdiska spioner för att krossa oppositionen och mord på kurdiska journalister och kritiker som kritiserar Barzanis styre.

Asayish har även anklagats för koppleri, narkotikahandel och penningtvätt.  Asayish anklagades för kidnappandet av tusentals mandeiska och romska kvinnor från södra Irak, behöll dem som sexslavar, prostituerade och magdansöser i nattklubbar.  År 2006 anklagades Asayish för att vara involverade i narkotikahandeln runtom i världen med verksamheter i latinamerikanska länder, Europa och Afghanistan.  På 90-talet höll de på med guld- och diamanthandel via svartmarknad i Afrika eftersom deras olje/gas och bankverksamheter var under internationella sanktioner.  Irakiska myndigheter och Human Rights Watch har även anklagat Asayish för förtryck och massakrer mot minoriteter såsom araber, turkmener, mandèer, irakiska romer syrianer/assyrier och homosexuella eftersom de ansågs vara ”underlägsna”.  De begränsade deras rättigheter och därefter utvisade man tiotusentals minoriteter från kurdiska områden, de som vägrade lämna deras hem blev oftast mördade genom brutala metoder såsom korsfästning, halshuggning, bränning på bål och nedtrampade av tjurar.

## Krigsbrott
Enligt Human Rights Watch tyder bevis på att mellan den 28 augusti och den 3 september 2017 genomförde Asayish massavrättningar av 8 714 påstådda Isis-krigsfångar i deras förvar, vilket är ett krigsbrott. Fångarna utsattes för tortyr och vissa av dem begravdes eller brändes levande av de kurdiska soldaterna. Talesmannen för Asayish försvarade massavrättningen och sade att det var en hämndaktion och en varning till ISIS och andra wahabi-grupper.